# The Ukrainian Weekly
The Ukrainian Weekly je ukrajinsko glasilo u sjevernoj Americi na engleskom jeziku. 
Sjedište mu je u SAD-u, u Parsippanyju, New Jersey. Danas je glavni urednik Roma Hadzewycz, a urednik Matthew Dubas (stanje 22. veljače 2016.).
Izlazi neprekidno od 1933. godine. Nakana radi koje je bio osnovan jest služiti zajednici američkih Ukrajinaca i biti sredstvom priopćivanja glavnih tema od interesa ukrajinske zajednice široj javnosti u SAD. Danas The Weekly objavljuje vijesti o Ukrajini i Ukrajincima diljem svijeta. 
Poklapanje godine s holodomorom nije slučajno. Taj genocid planskim izglađivanjem ukrajinskog stanovništva koji je sprovela staljinistička boljševička vlast nad Ukrajincima 1933. godine bio je glavni poticaj pokretanja tih novina, radi širenja obavješćivanja svjetske zajednice odnosno širenja istine o tom zlodjelu. Radi se o tome što su se i dopisnici bojali reći istinu. Ondašnji je dopisnik New York Timesa, u Moskvi baziran, u nekoliko navrata u novinskim izvješćima porekao glad, dok je privatno američkim diplomatima kazao za milijune umrlih. 
Stoga je The Ukrainian National Association (ukr. Український народний союз, УНС, do 1914. nosila je ime Руський Народний Союз, РНС), bratska dobrotvorna ustanova životnog osiguranja koja je dotad objavljivala dnevnik na ukrajinskom Svobodu (od 1893.), odlučila pokrenuti novine na engleskom koje će po svijetu pronijeti strašnu istinu o planskoj, umjetnoj gladi u Ukrajini i krajevima naseljenim Ukrajincima. The Ukrainian Weekly izlazio je do 1971. kao dodatak Svobodi, a od tad izlazi samostalno. Sadrži i dvojezičnu stranicu za djecu, Veselku koja izlazi od 1954. godine.
List je kao i njegov izdavač vremenom proširio djelokrug i na Kanadu, a danas ima dopisnike i u Indiji, Portoriku, Australiji, Južnoj Americi i skoro svim državama u Europi, dok u SAD i Kanadi ima dopisnike u svim većim gradovima.
Danas ima i internetsko izdanje.
List godišnje objavljuje jedan posebni dodatak s opisanim svim važnijim događajima te godine.

## Vanjske poveznice
- The Ukrainian Weekly  Arhivirana inačica izvorne stranice od 11. veljače 2016. (Wayback Machine) Arhiv u pdf-u